# Armando Discépolo
Armando Discépolo (Buenos Aires, 18 de septiembre de 1887-Buenos Aires, 8 de enero de 1971) fue un director teatral y dramaturgo argentino, creador del subgénero dramático grotesco criollo y autor de varias obras clásicas del teatro argentino como Stéfano, Mustafá, El organito y Babilonia, entre otras. Fue además hermano del poeta y compositor de tango Enrique Santos Discépolo.

## Biografía

### Primeros años
Armando Discépolo nació el 18 de septiembre de 1887 en la ciudad de Buenos Aires, Argentina. Fue hijo de Santo Discépolo, un inmigrante italiano oriundo de Nápoles que llegó a ser director de orquesta y de Luisa De Lucchiy, una argentina de origen genovés. Fue, además, el mayor de cinco hermanos. Tras abandonar la escuela primaria en sexto grado, Discépolo trabajó en distintos oficios hasta que se decidió por la actuación a los 18 años.

### Trayectoria
Desde 1934 Discépolo se dedicó a la dirección teatral, dejando de lado la actuación. Cuando contaba con 23 años, José Podestá, director de una de las principales compañías de teatro de la Argentina, estrenó una obra suya, Entre el hierro, la cual contó con un gran éxito. Desde entonces Discépolo escribió y estrenó continuamente obras teatrales.
El 16 de abril de 1963 contrajo matrimonio con la actriz Aída Sportelli, hija de italianos, quien había sido su pareja desde 1930.

### Fallecimiento
Discépolo falleció el 8 de enero de 1971 a los 83 años

## Temas
Las piezas de Discépolo se caracterizan por el pesimismo y por tener un clima depresivo, que se hace cada vez más denso a causa del uso de una comicidad grotesca. Sus personajes son pobres y miserables, muchas veces inmigrantes, aplastados por una realidad social asfixiante. En conjunto, Discépolo creó un estilo propio, llamado grotesco criollo, que desde entonces se afianzó como uno de los principales estilos creativos del teatro y del cine argentinos, y del espectáculo dramático en general. 

## Obra

### Obras teatrales
- El rincón de los besos
- Entre el hierro
- Hombres de honor
- La fragua
- ¡Levántate y anda!
- El movimiento continuo
- Mateo
- Un Louis confía en mí
- Mustafá
- Stéfano
- Babilonia
- Patria nueva
- Solo basura
- She's my
- El reverso
- El organito (en colaboración con Enrique Santos Discépolo)
- Mi mujer se aburre (en colaboración con Mario Folco)
- Amanda y Eduardo
- Relojero

### Guion
- 1916: El movimiento continuo
- 1937: Mateo
- 1939: Giácomo
- 1941: En la luz de una estrella
- 1970: El organito

## Filmografía

### Obras teatrales llevadas al cine
- Mateo (1937), dir. Daniel Tinayre
- Giácomo (1939), dir. José Suárez
- Babilonia (1987), dir. Jorge Salvador

### Obras teatrales en televisión
- Giácomo (1981)
- Mateo (1980)

## Televisión

### Dirección
- 1970: El organito

## Ediciones en libro
- Babilonia. Nota introductoria de Osvaldo Pellettieri. Buenos Aires, Galerna, 2006.
- El movimiento continuo · Stéfano. Nota introductoria de Osvaldo Pellettieri. Buenos Aires, Galerna, 2012.
- Muñeca · Cremona. Nota introductoria de Osvaldo Pellettieri. Incluye el texto Por qué retiré Cremona. Buenos Aires, Galerna, 2012.